# Delentaria
Delentaria is een monotypisch geslacht van schimmels behorend tot de familie Gomphaceae. Het geslacht bevat maar een soort, namelijk Delentaria decurva.